# Pearyland (dokumentarfilm)
|  | Denne artikel er oprettet af botten Steenthbot ud fra en ekstern database. Den kan derfor have sproglige fejl eller mangler. Denne skabelon kan fjernes efter kontrol af indholdet. |

Pearyland er en dansk dokumentarfilm fra 1950 instrueret af Ib Dam efter eget manuskript.

## Handling
Filmisk dokumentation af Dansk Pearyland Ekspeditions aktiviteter i det nordligste Grønland i 1947-50.